# Campagne des kutama contre les aghlabide
La campagne des Kutamas contre les Aghlabides est une campagne menée par les Kutamas et les Fatimides contre les Aghlabides en Ifriqiya (l'actuelle Tunisie) au Xe siècle. La campagne commence en 902, menée par Abu Abd Allah ach-Chi'i, et se termine en 909 avec la prise de Raqqada, la capitale aghlabide. Elle marque le renversement de la dynastie aghlabide et le début du Califat fatimide.

## Contexte
Vers 893, Abu Abd Allah ach-Chi'i rencontre les Kutamas à la Mecque,, et les rejoint en Kabylie, lieu à partir duquel il commence à prêcher sa doctrine religieuse, le chiisme ismaélien. Il fonde le mouvement des Fatimides en Kabylie. Les Aghlabides, irrités par la présence des Fatimides[réf. nécessaire], initient les combats à leur encontre depuis Mila.

## Déroulement
En 902, les Kutama-Fatimides lancent une grand campagne militaire contre les Aghlabides. Ceux-ci réagissent et plusieurs batailles s'ensuivent. En 904, les Kutama-Fatimides prennent la ville de Sétif. Plusieurs batailles ont lieu, jusqu'en 909, année où les Fatimides détruisent la dynastie aghlabide et annexent tous leurs territoires.

## Conséquences
Après la chute des Aghlabides, les Fatimides s'établissent dans le nouveau territoire conquis et les Abbassides perdent leur souveraineté en Ifriqiya.